# Hector Berlioz
Louis Hector Berlioz (n. 11 decembrie 1803, Côte-André ou Côte-Eau-Bonne, Isère, Franța – d. 8 martie 1869, Paris, Franța) a fost un compozitor, scriitor și critic francez.
A avut o contribuție importantă în conturarea romantismului francez. Contribuția lui constă în promovarea unei noi estetici muzicale, care presupune existența unor mijloace expresive. Dezvoltarea orchestrei simfonice vine în întâmpinarea gustului pentru grandios al lui Berlioz, relevat prin 4 tipuri procedurale: forța sonoră, exploatarea efectelor timbrale, divizarea partidei instrumentale și mărirea numărului de instrumente (împreună cu preocuparea pentru stereofonie).
Hector Berlioz a fost și autorul „Tratatului de instrumentație”, care prezintă preocuparea romanticilor pentru timbrul instrumentelor, ca mijloc de exprimare nuanțată a sensibilităților. Berlioz inaugurează seria dirijorilor cu baghetă din secolul XIX.
Din punct de vedere compozițional, el creează lucrări instrumentale cu un program declarat și explicat, sau numai direcționat de titluri, cu genuri noi, care evoluează dinspre simfonie către operă.

## Creații (selecție)

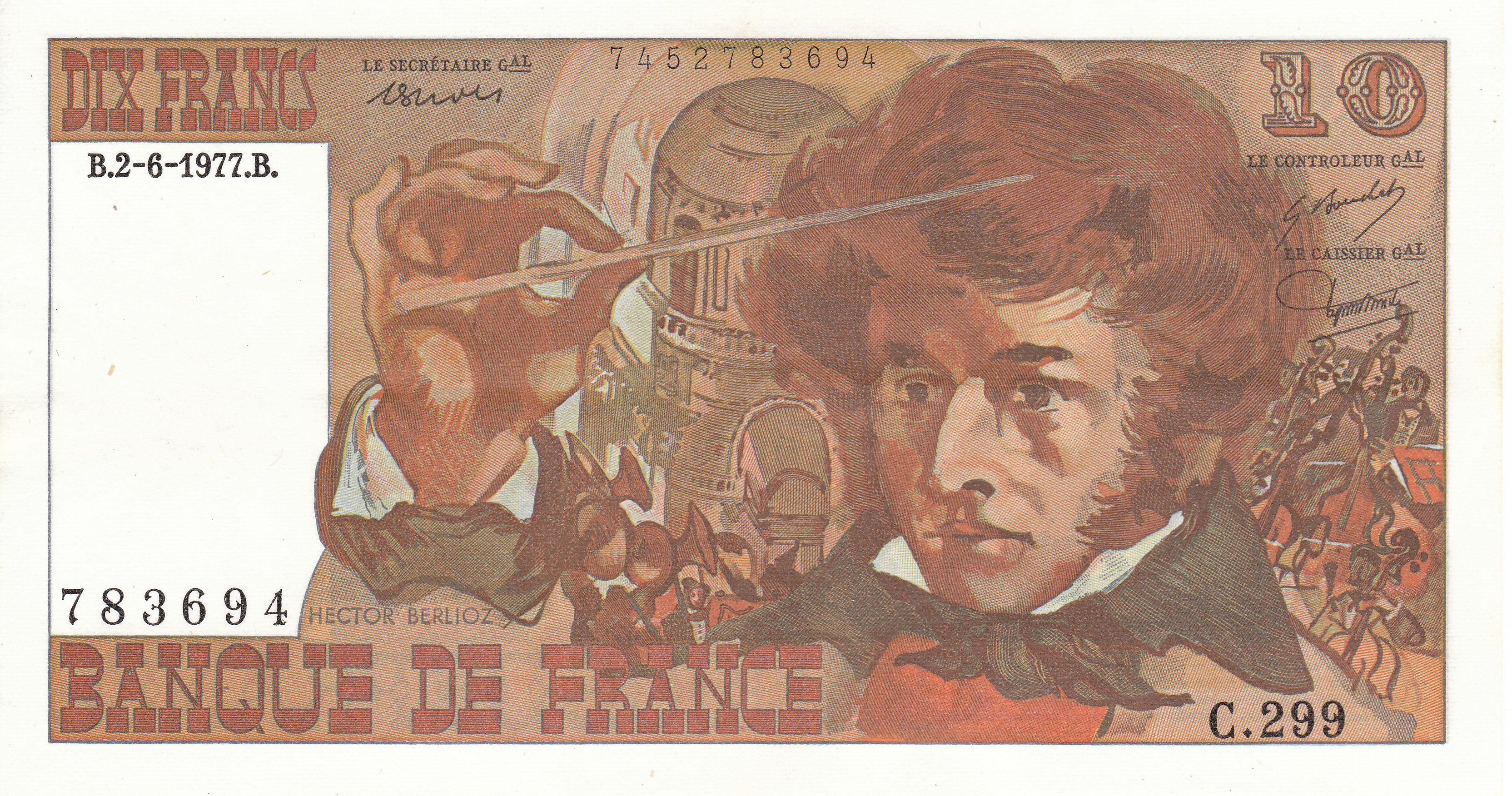
Bancnotă franceză (10 Francs, 1972) cu portretul lui Hector Berlioz

### Opusuri
- Opus 1: Huit Scènes de Faust
- Opus 1: Waverley-Ouverture
- Opus 2: Le ballet des ombres (1829)
- Opus 2b: Irlande: Mélodies irlandaises (9 Melodien) (1829)
- Opus 3: Les francs-juges (1826/34)
- Opus 4: Le Roi Lear (1831)
- Opus 5: Grande messe des morts (Requiem) (1837)
- Opus 6: Le cinq mai (1831/35)
- Opus 7: Les nuits d’été (1840/41)
- Opus 8: Rêverie et Caprice (1841)
- Opus 9: Le carnaval romain (1843/44)
- Opus 10: Traité d'instrumentation
- Opus 11: Sarao la baigneuse (1834)
- Opus 12: La Captive (1832)
- Opus 13: Fleurs des landes (1850)/
  - 3: Letons (1835)
- Opus 14: Symphonie fantastique, épisode de la vie d’un artiste (1830)
- Opus 14b: Lelio ou Le retour à la vie (1831)
- Opus 15: Grande Symphonie funèbre et triomphale (1840)
- Opus 16: Harold en Italie (1834)
- Opus 17: Roméo et Juliette (1839)
- Opus 18: Tristia (1849)/
  - 1: Méditation religieuse (1831)
  - 2: La mort d’Ophélie (1842)
- Opus 19: Feuillets d'album (1850)/
  - 1: Zaide (1845)
  - 2: Les champs (1834)
  - 3: Chant des chemins de fer (1846)
  - 4: Prière du matin (1846)
  - 5: La belle Isabau (1843)
  - 6: Le chasseur danois (1844)
- Opus 20: Vox populi (1849)/
  - 1: La Menace des Francs (1848)
  - 2: Hymne à la France (1844)
- Opus 21: Le Corsaire (1844)
- Opus 22: Te Deum (1848)
- Opus 23: Benvenuto Cellini (1834/38)
- Opus 24: La damnation de Faust (1845/46)
- Opus 25: L’Enfance du Christ, Trilogie sacrée (1850-1854)
  - Le songe d’Hérode (1854)
  - La Fuite en Égypte (1850-1853)
  - L’Arrivée à Sais (1853-1854)
- Opus 26: L’Impériale (1854)
- Opus 27: Béatrice et Bénédict (1860-1862)
- Opus 28: Le Temple universel (1861)
- Opus 29: Les Troyens ou La prise de Troie, Les Troyens à Carthage (1856-1858)
  - 29a La Prise de Troie,
  - 29b Les Troyens à Carthage

### Opere și legende dramatice
- 1826/1834 Les francs juges, op.3 (Operă în trei acte)
- 1829 "La Mort de Cléopâtre" , Scène Lyrique, Poème de M.Vieillard
- 1834/1838 Benvenuto Cellini op. 23 (Operă în două acte)
- 1846 La damnation de Faust, op. 24 (Legendă dramatică în patru acte)
- 1860-1862 Béatrice et Bénédict, op. 27 (Comedie în două acte)
- 1856-1858 Les Troyens, op. 29 (Operă în cinci acte)

### Muzică orchestrală
Uverturi pentru orchestră:
- 1826/1828 Waverly
- 1831 Intrada di Rob-Roy MacGregor
- 1831 Le Roi Lear, op. 4 (după tragedia lui Shakespeare)
- 1843/1844 Le carnaval romain, op. 9
- 1844 Le Corsaire, op. 21

Simfonii:
- 1830 Simfonia fantastică, op.14
- 1831 Lélio ou le retour à la vie, op. 14b
- 1834 Harold en Italie, op. 16
- 1839 Roméo et Juliette, op. 17

Operă pentru orchestra simfonică de suflat:
- 1840 Grande Symphonie funèbre et triomphale, op. 15: Marche Funèbre – Oraison Funèbre – Apothéose

### Muzică de cameră, pentru pian, armoniu și orgă
Muzică de cameră:
- 1831 Rêverie et Caprice, op. 8 (Romanțe)

Muzică pentru pian:
- 1844 Albumleaf (16 măsuri)

Muzică pentru armoniu și orgă:
- 1844 Hymne pour l'élévation en ré majeur, pour orgue
- 1844 Sérénade agreste à la madone sur le thème des pifferari romains en mi bémol majeur, pour orgue
- 1844Toccata en do majeur, pour orgue

- 1845 Trois Pièces pour orgue ou harmonium (Hymne pour l’élévation, Sérénade agreste à la madone sur le thème des pifferari romains, Toccata en do majeur)

### Pastorale
- 1824 Messe solennelle
- 1837 Requiem (Grande Messe des morts) op. 5
- 1848/1849 Te Deum (Imn) op. 22
- 1850 La Fuite en Egypte și 1853/1854 L'Enfance du Christ, op. 25

## Simfonia fantastică
Simfonia fantastică, denumită inițial „Simfonie fantastică: Episod din viața unui artist, în cinci părți” (Symphonie fantastique: Épisode de la vie d'un artiste, en cinq parties), este o lucrare de muzică programatică care are mai mult înfățișarea unui poem simfonic și mai puțin cea a unei simfonii. Compoziția a fost terminată la 5 decembrie 1830 și a fost dedicată Împăratului Nicolae I al Rusiei.
Simfonia Fantastică Op. 14 are 5 părți, 1) „Visări - Pasiuni” (Largo - allegro agitato ed appassionato assai), 2) „Un bal” (Allegro non troppo), 3) „Scenă câmpenească” (Adagio), 4) „Drumul spre eșafod” (Allegretto Non Troppo), 5) „Visul unei nopți de sabat” (Larghetto - Allegro). Ea încadrează în planul mare al simfoniei narațiunea unei întâmplări imaginare, respectând tiparul formal al fiecărei părți: forma sonată, cu o lentă introducere în „Visări, pasiuni” (Rêveries — Passions); un scherzo în „La bal” (Un bal); forma lied în „Scenă câmpenească” (Scène aux champs). Pentru a respecta cerințele descripției, introduce un marș burlesc și lugubru, intitulat „Drumul spre eșafod” (Marche au supplice), ca parte a patra a simfoniei, urmată de un rondo final în „Visul unei nopți de sabat” (Songe d'une Nuit de Sabbat), ca a cincea parte.
Leonard Bernstein a considerat că această simfonie este „prima compoziție muzicală care e psihedelică prin natura sa halucinantă și totodată pentru că, din contextul epocii, se înțelege că Berlioz a compus cel puțin o parte din ea sub influența opiului".